# Mac Ruth
Mac Ruth (7 de maio de 1967) é um sonoplasta e diretor de som estadunidense. Foi indicado ao Oscar de melhor mixagem de som em duas ocasiões: na edição de 2017 pelo filme 13 Hours: The Secret Soldiers of Benghazi e na edição de 2016 por The Martian.